# إكس مان: تشادرن أف ذا أتوم
إكس مان: تشادرن أف ذا أتوم (بالإنجليزية: X-Men: Children of the Atom)‏، هي لعبة فيديو قتال، تم تطويرها ونشرها من طرف شركة كابكوم، والتي أصدرتها لأول مرة على صالة الآركيد عام 1994، ثم في عام 1995 على منصتي بلاي ستيشن وسيغا ساترن.